# Conus croceus
Conus croceus é uma espécie de gastrópode do gênero Conus, pertencente a família Conidae.